# Germanns (Gemeinde Zwettl-Niederösterreich)
Germanns ist eine Ortschaft in Niederösterreich und eine Katastralgemeinde der Stadtgemeinde Zwettl-Niederösterreich. Am 1. Jänner 2024 hatte der Ort 92 Einwohner auf einer Fläche von 6,37 km².

## Geografie
Germanns liegt in einer Entfernung von etwa acht Kilometern Luftlinie nördlich des Stadtzentrums von Zwettl.
Das Gemeindegebiet grenzt im Nordwesten an die Katastralgemeinde Kleinotten, im Nordosten an Wildings, im Südosten an Kühbach, südlich an Gerotten, südwestlich an Großhaslau und im Westen an Großglobnitz.
Die beiden östlich angrenzenden Katastralgemeinden Wildings und Kühbach wurden nach dem Anschluss für die Errichtung des Truppenübungsplatzes Döllersheim zwangsentsiedelt und sind militärisches Sperrgebiet.

## Geschichte
Germanns wurde um 1248 als Germunt zum ersten Mal urkundlich erwähnt. Der Name bedeutet so viel wie: „Siedlung eines Mannes mit dem Namen Germund“. Laut Adressbuch von Österreich waren im Jahr 1938 in Germanns ein Gastwirt, ein Schmied, ein Schweinehändler und zahllose Landwirte ansässig. Bis zur Eingemeindung nach Zwettl war der Ort ein Bestandteil der damaligen Gemeinde Großglobnitz.
Die Ortskapelle aus dem Jahr 1883 wurde 1994 vom Verschönerungsverein Germanns innen und außen renoviert. Der Verein engagiert sich außerdem in der Brauchtumspflege und organisiert unter anderem die jährlichen Sonnwendfeuer.
Bei den 5. Waldviertler Dorfspielen im Jahr 2003 wurde Germanns aus mehr als 15 Teilnehmenden zum schönsten Dorf gewählt.

## Verkehr
Durch die Katastralgemeinde führen zwei Landesstraßen: die L67 und die L8231. Über letztere ist nach etwa 3 km in Gerotten die nächstgelegene höherrangige Verkehrsverbindung erreichbar, die Zwettler Straße (B36).
Eine Postbus-Haltestelle befindet sich im Ort. Eine Haltestelle der Lokalbahn Schwarzenau–Zwettl–Martinsberg, deren Personenverkehr jedoch im Dezember 2010 eingestellt und durch Busse ersetzt wurde, befindet sich in dem etwa zwei Kilometer nördlich gelegenen Ort Hörmanns.